# اوئرتا د آریبا
هوئرتا د آریبا (به اسپانیایی: Huerta de Arriba) یک شهرستان در اسپانیا است.